# Oase wormiene

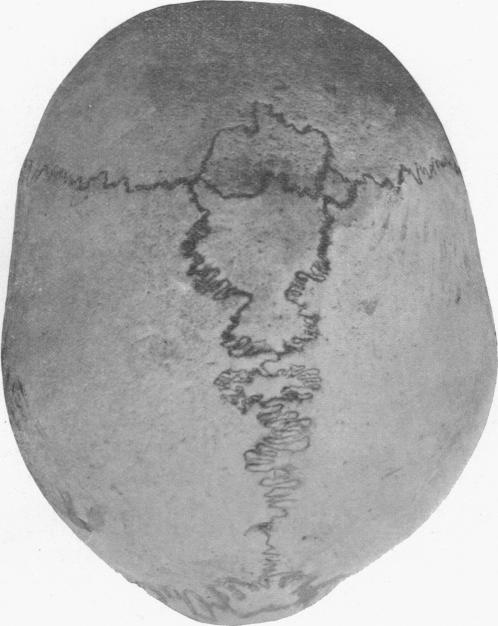

Oasele wormiene, numite și oase suturale (lat. ossa suturalia) sunt oase mici, plane și inconstante care se dezvoltă din puncte de osificare speciale, independente de oasele învecinate fie la nivelul suturilor craniului, în special în sutura lambdoidă, fie la nivelul fontanelor. Apariția lor este cauzată de osificări anormale de la nivelul suturilor craniului.